# Championnat du monde masculin de handball 2015
Cet article traite du championnat masculin 2015. Pour le championnat féminin, voir Championnat du monde féminin de handball 2015.
Navigation
Espagne 2013 France 2017
Le Championnat du monde masculin de handball 2015 est la 24e édition du Championnat du monde masculin de handball qui a lieu du 15 janvier au 1er février 2015 au Qatar. Cette compétition, qui réunit les meilleures sélections nationales, est organisée par la Fédération internationale de handball et par le Qatar pour la première fois.
Ce championnat du monde est un tournoi particulier tant sur le plan sportif (la France devient le pays le plus titré de l'histoire avec cinq victoires et le Qatar est la première équipe non-européenne à terminer sur le podium d'un championnat du monde) que sur le plan extra-sportif (choix du Qatar comme pays-hôte, controverses sur la qualification de l'Allemagne aux dépens de l'Australie, faible affluence dans les salles, forfaits du Bahreïn et des Émirats arabes unis pour raisons géopolitiques, naturalisation des joueurs du Qatar...). 
Hormis la surprise qatarienne, les nations majeures sont présentes, même si la Croatie et le Danemark sont battus en quarts-de-finale par la Pologne et l'Espagne respectivement. À l'issue d'un match très engagé où les défenses des deux équipes prennent l'ascendant sur les attaques (seulement huit buts en seconde mi-temps pour chaque équipe), la France se défait 26 à 22 du tenant du titre espagnol et se qualifie pour la finale de la compétition. Après avoir écarté l'Allemagne en quart de finale 26 à 24, le Qatar s'impose sur le même écart face à la Pologne (31-29) et réussit l'exploit d'atteindre la finale de la compétition. Si les Français créent l'écart rapidement (13-7 à la 23e minute), le Qatar revient dans le match en début de seconde période mais reste tout le temps entre un et trois buts derrière la France qui s'impose finalement 25 à 22. Déjà championne olympique en 2012 et championne d'Europe en 2014, la France parvient par la même occasion à détenir pour la seconde fois tous les titres internationaux majeurs simultanément, ce qu'aucun autre pays n'est parvenu à accomplir dans l'histoire de ce sport. Dans le match pour la troisième place, une prolongation est nécessaire pour voir la Pologne s'imposer face à l'Espagne 29 à 28.

## Présentation

### Désignation du pays organisateur
Cinq pays étaient candidats pour l'organisation du championnat du monde masculin de handball 2015 : l'Autriche, la France, la Norvège, la Pologne et le Qatar. Le 27 janvier 2011 à Malmö, le Qatar, qui ne comptait pourtant que 619 licenciés début 2014, a été choisi comme organisateur de la compétition avec 7 voix contre 5 pour la candidature française. Le président de la Fédération française de handball, Joël Delplanque, expliquera ce choix par le puissant lobbying financier du Qatar et souhaitera pour l'avenir une procédure plus transparente (le dépouillement des votes n'étant pas public).
C'est la quatrième fois seulement qu'un championnat du monde masculin de handball se déroule hors d'Europe après le Japon en 1997, l'Égypte en 1999 et la Tunisie en 2005.

### Lieux de compétition
| Lusail                               | Doha                          | Doha                                 | [[Fichier:Qatar adm location map.svg\|180px\|{{#if:\|{{{alt}}}\|Championnat du monde masculin de handball 2015 est dans la page Qatar .]]Lusail Doha |
| Lusail Sports Arena                  | Ali Bin Hamad Al Attiya Arena | Duhail Handball Sports Hall          | [[Fichier:Qatar adm location map.svg\|180px\|{{#if:\|{{{alt}}}\|Championnat du monde masculin de handball 2015 est dans la page Qatar .]]Lusail Doha |
| Capacité : 15 300                    | Capacité : 7 700              | Capacité : 5 500                     | [[Fichier:Qatar adm location map.svg\|180px\|{{#if:\|{{{alt}}}\|Championnat du monde masculin de handball 2015 est dans la page Qatar .]]Lusail Doha |
| Arena sportive de Lusail (interieur) |                               | Arena sportive de Duhail (interieur) | [[Fichier:Qatar adm location map.svg\|180px\|{{#if:\|{{{alt}}}\|Championnat du monde masculin de handball 2015 est dans la page Qatar .]]Lusail Doha |

### Qualifications
Le pays organisateur, le Qatar, ainsi que le tenant du titre, l'Espagne, sont qualifiés d'office. Les 22 autres participants sont désignés au moyen des compétitions continentales de l'année 2014 et d'éliminatoires pour la zone Europe en 2013 et 2014. Les équipes qualifiées sont :
| Nation                          | Motif de qualification                          | Date                 | Part.                |                      |
| Monde (IHF), 2 place            | Monde (IHF), 2 place                            | Monde (IHF), 2 place | Monde (IHF), 2 place | Monde (IHF), 2 place |
| ------------------------------- | ----------------------------------------------- | -------------------- | -------------------- | -------------------- |
| Espagne                         | Tenant du titre (et 3e du Championnat d'Europe) | 27/01/2013           | 17                   |                      |
| Qatar                           | Pays hôte (et vainqueur du Championnat d'Asie)  | 27/01/2011           | 4                    |                      |
| Europe (EHF), 12 puis 14 places |                                                 |                      |                      |                      |
| France                          | Vainqueur du Championnat d'Europe               | 22/01/2014           | 19                   |                      |
| Danemark                        | 2e du Championnat d'Europe                      | 22/01/2014           | 20                   |                      |
| Croatie                         | 4e du Championnat d'Europe                      | 22/01/2014           | 10                   |                      |
| Autriche                        | Éliminatoires de la zone Europe (voir infra)    | 14/06/2014           | 4                    |                      |
| Biélorussie                     | Éliminatoires de la zone Europe (voir infra)    | 15/06/2014           | 2                    |                      |
| Bosnie-Herzégovine              | Éliminatoires de la zone Europe (voir infra)    | 15/06/2014           | 0                    |                      |
| Macédoine                       | Éliminatoires de la zone Europe (voir infra)    | 15/06/2014           | 3                    |                      |
| Pologne                         | Éliminatoires de la zone Europe (voir infra)    | 14/06/2014           | 13                   |                      |
| République tchèque              | Éliminatoires de la zone Europe (voir infra)    | 14/06/2014           | 5                    |                      |
| Russie                          | Éliminatoires de la zone Europe (voir infra)    | 14/06/2014           | 10                   |                      |
| Slovénie                        | Éliminatoires de la zone Europe (voir infra)    | 15/06/2014           | 6                    |                      |
| Suède                           | Éliminatoires de la zone Europe (voir infra)    | 15/06/2014           | 21                   |                      |
| Allemagne                       | Invitation                                      | 08/08/2014           | 21                   |                      |
| Islande                         | Repêchage                                       | 21/09/2014           | 18                   |                      |

| Nation                                          | Motif de qualification                          | Date                                            | Part.                                           |                                                 |
| Asie (AHF), 3 puis 2 places (plus le pays hôte) | Asie (AHF), 3 puis 2 places (plus le pays hôte) | Asie (AHF), 3 puis 2 places (plus le pays hôte) | Asie (AHF), 3 puis 2 places (plus le pays hôte) | Asie (AHF), 3 puis 2 places (plus le pays hôte) |
| ----------------------------------------------- | ----------------------------------------------- | ----------------------------------------------- | ----------------------------------------------- | ----------------------------------------------- |
| Bahreïn                                         | Finaliste du Championnat d'Asie                 | 01/02/2014                                      | 1                                               |                                                 |
| Iran                                            | Troisième du Championnat d'Asie (en)            | 02/02/2014                                      | 0                                               |                                                 |
| Émirats arabes unis                             | Quatrième du Championnat d'Asie                 | 01/02/2014                                      | 1                                               |                                                 |
| Arabie saoudite                                 | Repêchage                                       | 21/09/2014                                      | 7                                               |                                                 |
| Amériques (PATHF), 3 places                     |                                                 |                                                 |                                                 |                                                 |
| Argentine                                       | Vainqueur du Championnat panaméricain           | 28/06/2014                                      | 9                                               |                                                 |
| Brésil                                          | Finaliste du Championnat panaméricain           | 28/06/2014                                      | 11                                              |                                                 |
| Chili                                           | Troisième du Championnat panaméricain           | 29/06/2014                                      | 2                                               |                                                 |
| Afrique (CAHB), 3 places                        |                                                 |                                                 |                                                 |                                                 |
| Algérie                                         | Vainqueur du Championnat d'Afrique              | 24/01/2014                                      | 13                                              |                                                 |
| Tunisie                                         | Finaliste du Championnat d'Afrique              | 24/01/2014                                      | 11                                              |                                                 |
| Égypte                                          | Troisième du Championnat d'Afrique              | 25/01/2014                                      | 12                                              |                                                 |
| Océanie (OCHF), 1 puis 0 place                  |                                                 |                                                 |                                                 |                                                 |
| Australie                                       | Vainqueur du Championnat d'Océanie              | 26/04/2014                                      | 7                                               |                                                 |

1. 1 2  L'Australie a été remplacée par l'Allemagne sur décision de l'IHF (voir infra).
2. 1 2 3 4  Le Bahreïn, puis les Émirats arabes unis ont déclaré forfaits, les 7 et 10 novembre 2014. L'IHF annonce alors, le 21 novembre, que l'Islande et l'Arabie saoudite remplacent les deux sélections (voir infra).

Les éliminatoires de la zone Europe (en) se sont déroulées en deux phases. Les 20 équipes non qualifiées pour le Championnat d'Europe 2014 sont réparties en cinq poules. Les vainqueurs de chaque poule sont qualifiés pour les barrages où ils retrouvent les équipes qui ne sont pas non qualifiées pour le Mondial lors de l'Euro ainsi que l'Allemagne. Les résultats des barrages sont :
| Nation             | Aller   | Total   | Retour  | Nation       |
| ------------------ | ------- | ------- | ------- | ------------ |
| Hongrie            | 25 – 22 | 51 – 54 | 26 – 32 | Slovénie     |
| Roumanie           | 24 – 25 | 45 – 52 | 21 – 27 | Suède        |
| Pologne            | 25 – 24 | 54 – 52 | 29 – 28 | Allemagne    |
| Grèce              | 25 – 27 | 48 – 62 | 23 – 35 | Macédoine    |
| Serbie             | 23 – 15 | 44 – 48 | 21 – 33 | Rép. tchèque |
| Russie             | 30 – 22 | 63 – 44 | 33 – 22 | Lituanie     |
| Bosnie-Herzégovine | 33 – 32 | 62 – 61 | 29 – 29 | Islande      |
| Autriche           | 28 – 26 | 56 – 54 | 28 – 28 | Norvège      |
| Monténégro         | 28 – 27 | 52 – 57 | 24 – 30 | Biélorussie  |

L'Allemagne, la Serbie, l'Islande et la Hongrie sont les quatre grandes nations initialement éliminées, l'Allemagne et l'Islande étant finalement repêchées.

### Controverses sur la qualification de l'Allemagne aux dépens de l'Australie
Le 26 avril 2014, l'Australie, vainqueur du Championnat d'Océanie 2014, obtient sa qualification pour participer à ses 7e championnats du monde. Le 14 juin 2014, l'Allemagne, déjà défaite au match aller, s'incline à nouveau face à la Pologne lors des tournois qualificatifs européens (en) : pour la 2e fois de leur histoire, les Allemands n'allaient pas participer à la compétition et, par voie de conséquence, Martin Heuberger n'était pas reconduit à la tête de la Mannschaft.
Le 8 juillet 2014, la Fédération internationale (IHF) a statué sur la situation du handball en Océanie. Ne reconnaissant pas la Fédération d'Océanie, l'IHF décide d'exclure l'Australie qui, pourtant, a participé à 7 des 8 précédents championnats du monde et figure parmi les participants masculins et féminins du Mondial de beach-handball organisé par l'IHF quelques semaines plus tard. Pour les remplacer, l'IHF a choisi de désigner l'équipe la mieux placée au Mondial 2013 mais qui n'avait pas obtenu sa qualification : l'Allemagne, classée 5e, est donc repêchée au détriment de l'Islande qui avait pourtant été désigné par la Fédération européenne (EHF) comme nation remplaçante pour la zone Europe. 
Une controverse naît alors dans le monde du handball ou du sport en général du fait que l'exclusion de l'Australie arrive bien après qu'elle a obtenu sa qualification, que l'IHF a changé très tardivement son règlement permettant de désigner l'équipe remplaçante, que le choix de cette équipe remplaçante, l'Allemagne, pourrait être dictée par des raisons extra-sportives (l'Allemagne a une forte influence financière, politique et historique) et que l'Allemagne ne figurait pas parmi les 3 équipes désignées par l'EHF (Islande, Hongrie et Serbie). Le 16 juillet 2014, l'IHF publie un communiqué justifiant ses choix et confirme sa décision d'évincer l'Australie au profit de l'Allemagne.

### Controverses sur les supporters au Qatar
D'après plusieurs organes de presse, pour combler les tribunes durant les matches du Qatar, l'organisation a invité une soixantaine de supporters espagnols afin d'encourager l'équipe qatarienne. L'ancien international français Bertrand Roiné, indiquait fin 2013 que ''les salles sont souvent vides, les Qatariens n'ayant pas la culture du sport comme en France''. Ces supporters ont été pris en charge durant les deux semaines de compétition pour applaudir les locaux.

### Forfaits du Bahreïn et des Émirats arabes unis
Le Bahreïn, puis les Émirats arabes unis ont déclaré forfait les 7 et 10 novembre 2014. Officiellement, selon le président du Conseil exécutif de la fédération émiratie, Majed Sultan, le retrait des Émirats est motivé par « des considérations techniques et une préparation insuffisante » de l'équipe. Néanmoins, cette décision revêt très probablement également un volet politique puisque les relations diplomatiques des  Émirats, du Bahreïn et de l'Arabie saoudite avec le Qatar se sont tendues en 2014 : en mars, ils ont ainsi rappelé leurs ambassadeurs en accusant les autorités de Doha de déstabiliser la région par leur soutien à la mouvance islamiste notamment. 
Alors que la Fédération internationale de handball (IHF) devait se réunir le 21 novembre 2014 pour décider du repêchage éventuel de remplaçants, un accord  politique est trouvé le 17 novembre 2014 entre les différents pays du golfe Persique et le lendemain, les équipes de Bahreïn et des Émirats arabes unis font volte-face et demandent leur réintégration dans la compétition.
Le 21 novembre 2014, la Fédération internationale de handball (IHF) se réunit et annonce le rejet des demandes de réintégration des équipes du Bahreïn et des Émirats arabes unis, considérant que leurs demandes de forfait constituaient une situation finale qui ne pouvait être remise en cause. Elle condamne en outre chacune des deux fédérations à une amende de 100 000 CHF. Pour remplacer ces deux équipes, l'IHF a décidé de repêcher une nation d'Asie et une autre d'Europe : la Fédération asiatique de handball a choisi l'Arabie saoudite et de son côté, la Fédération européenne (EHF) a choisi l'Islande, désignée par l'EHF comme nation remplaçante pour la zone Europe même si l'Allemagne lui fut préférée pour remplacer l'Australie.

### Modalités et groupes
Les 24 équipes qualifiées sont réparties en 4 poules de 6 équipes. À l'issue de ce tour préliminaire, les quatre premiers de chaque poule se qualifient pour la phase à élimination directe qui débute par les huitièmes de finale.
Le tirage de la composition des groupes a eu lieu le 20 juillet 2014. Les chapeaux qui ont été utilisés pour le tirage au sort sont les suivants :
- Chapeau 1 :  Espagne,  France,  Danemark,  Croatie
- Chapeau 2 :  Pologne,  Suède,  Slovénie,  Bosnie-Herzégovine
- Chapeau 3 :  Russie,  Qatar,  Macédoine,  Algérie
- Chapeau 4 :  Argentine,  Rép. tchèque,  Biélorussie,  Autriche
- Chapeau 5 :  Tunisie,  Égypte,  Brésil,  Arabie saoudite
- Chapeau 6 :  Allemagne,  Chili,  Islande,  Iran

### Arbitrage
Pour cette édition, la Fédération internationale de handball a souhaité renforcer les consignes d’arbitrage. Ainsi, les principales recommandations faites aux arbitres sont :
- sur le jeu au pivot : tous les mauvais comportements offensifs (mauvais bloc, tirage de maillot ou du short avec la main faible, simulation) et défensifs (poussette, ceinturage) sont sanctionnés.
- sur le jeu à l'aile : la consigne est d'obliger le défenseur de jouer le ballon et rien d'autre. Tous les contacts visant le corps de l'attaquant et provoquant un déséquilibre seront directement punis par une exclusion temporaire voire définitive. Tout barrage (par la jambe ou le pied) sera également sanctionné. En même temps, la vigilance est demandée sur les attaquants qui en rajoutent pour obtenir la pénalité.
- sur le jeu autour : toutes les poussettes sur joueur en l'air, les défenses sur la partie supérieure aux épaules seront sanctionnées (exclusion de 2 minutes). De même que les trucages visant à simuler un coup au visage (l'appréciation laissée aux arbitres fera appel à leur discernement).

L'application stricte de ces règles a provoqué l'agacement et la contestation de certains joueurs et entraîneurs, leur reprochant d'aller à l'encontre de la fluidité du jeu et une trop grande différence par rapport aux consignes appliquées jusqu’alors. À titre d’exemple, un nombre très important de deux minutes ont été vues sur de nombreux matchs avec un record de 19 exclusions temporaires sur un seul match. Toutefois, les arbitres les plus expérimentés ayant officié lors de la phase éliminatoire, les consignes d’arbitrage sont revenues à des standards plus conventionnels.
Dix-huit paires d'arbitres ont été sélectionnées pour diriger les matchs de ce championnat du monde : 
| - Jesus Menezes, Rogéro Pinto - Matija Gubica, Boris Milošević - Václav Horáček, Jiří Novotný - Martin Gjeding, Mads Hansen - Mohamed Rashed, Tamer El-Sayed - Laurent Reveret, Stevann Pichon - Lars Geipel, Marcus Helbig - Kiyoshi Hizaki, Tomokazu Ikebuchi - Mindaugas Gatelis, Vaidas Mažeika | - Gjorgji Nachevski, Slave Nikolov - Duarte Santos, Ricardo Fonseca - Saleh Bamutref, Mansour Al-Suwaidi - Nenad Nikolić, Dušan Stojković - Nenad Krstić, Peter Ljubič - Bon-ok Koo, Seok Lee - Óscar López, Ángel Ramírez - Michael Johansson, Jasmin Kliko - Samir Krichen, Samir Makhlouf |

## Phase préliminaire

### Critères de départage
En cas d'égalité entre deux équipes, celles-ci sont départagées selon les critères suivants :
1. nombre de points obtenus entre les équipes en questions
2. différence de buts dans les matchs entre les équipes en question
3. nombre de buts marqués dans les matchs entre les équipes en question
4. différence de buts dans l'ensemble des matchs du groupe
5. nombre de buts marqués dans l'ensemble des matchs du groupe
6. tirage au sort

### Groupe A
|   | Équipe      | Pts | J | G | N | P | Bp  | Bc  | Diff |
| - | ----------- | --- | - | - | - | - | --- | --- | ---- |
| 1 | Espagne T   | 10  | 5 | 5 | 0 | 0 | 162 | 127 | 35   |
| 2 | Qatar PO    | 8   | 5 | 4 | 0 | 1 | 137 | 122 | 15   |
| 3 | Slovénie    | 6   | 5 | 3 | 0 | 2 | 160 | 145 | 15   |
| 4 | Brésil      | 4   | 5 | 2 | 0 | 3 | 146 | 143 | 3    |
| 5 | Biélorussie | 2   | 5 | 1 | 0 | 4 | 147 | 155 | -8   |
| 6 | Chili       | 0   | 5 | 0 | 0 | 5 | 104 | 164 | -60  |

| Date       | Équipe 1    | Score   | Équipe 2    |
| ---------- | ----------- | ------- | ----------- |
| 15 janvier | Qatar       | 28 – 23 | Brésil      |
| 16 janvier | Espagne     | 38 – 33 | Biélorussie |
| 16 janvier | Slovénie    | 36 – 23 | Chili       |
| 17 janvier | Biélorussie | 29 – 34 | Slovénie    |
| 17 janvier | Brésil      | 27 – 29 | Espagne     |
| 17 janvier | Chili       | 20 – 27 | Qatar       |
| 19 janvier | Espagne     | 37 – 16 | Chili       |
| 19 janvier | Slovénie    | 29 – 31 | Qatar       |
| 19 janvier | Biélorussie | 29 – 34 | Brésil      |
| 21 janvier | Slovénie    | 35 – 32 | Brésil      |
| 21 janvier | Qatar       | 25 – 28 | Espagne     |
| 21 janvier | Chili       | 23 – 34 | Biélorussie |
| 23 janvier | Brésil      | 30 – 22 | Chili       |
| 23 janvier | Qatar       | 26 – 22 | Biélorussie |
| 23 janvier | Espagne     | 30 – 26 | Slovénie    |

### Groupe B
|   | Équipe             | Pts | J | G | N | P | Bp  | Bc  | Diff | Dép |
| - | ------------------ | --- | - | - | - | - | --- | --- | ---- | --- |
| 1 | Croatie            | 10  | 5 | 5 | 0 | 0 | 158 | 124 | 34   | /   |
| 2 | Macédoine          | 8   | 5 | 4 | 0 | 1 | 153 | 138 | 15   | /   |
| 3 | Autriche           | 5   | 5 | 2 | 1 | 2 | 147 | 140 | 7    | +7  |
| 4 | Tunisie            | 5   | 5 | 2 | 1 | 2 | 132 | 133 | -1   | -1  |
| 5 | Bosnie-Herzégovine | 2   | 5 | 1 | 0 | 4 | 118 | 128 | -10  | /   |
| 6 | Iran               | 0   | 5 | 0 | 0 | 5 | 127 | 172 | -45  | /   |

| Date       | Équipe 1     | Score   | Équipe 2     |
| ---------- | ------------ | ------- | ------------ |
| 16 janvier | Croatie      | 32 – 30 | Autriche     |
| 16 janvier | Bosnie-Herz. | 30 – 25 | Iran         |
| 16 janvier | Macédoine    | 33 – 25 | Tunisie      |
| 17 janvier | Autriche     | 23 – 21 | Bosnie-Herz. |
| 17 janvier | Tunisie      | 25 – 28 | Croatie      |
| 17 janvier | Iran         | 31 – 33 | Macédoine    |
| 19 janvier | Croatie      | 41 – 22 | Iran         |
| 19 janvier | Bosnie-Herz. | 22 – 25 | Macédoine    |
| 19 janvier | Autriche     | 25 – 25 | Tunisie      |
| 21 janvier | Bosnie-Herz. | 24 – 27 | Tunisie      |
| 21 janvier | Macédoine    | 26 – 29 | Croatie      |
| 21 janvier | Iran         | 26 – 38 | Autriche     |
| 23 janvier | Tunisie      | 30 – 23 | Iran         |
| 23 janvier | Macédoine    | 36 – 31 | Autriche     |
| 23 janvier | Croatie      | 28 – 21 | Bosnie-Herz. |

### Groupe C
|   | Équipe       | Pts | J | G | N | P | Bp  | Bc  | Diff | Dép |
| - | ------------ | --- | - | - | - | - | --- | --- | ---- | --- |
| 1 | France       | 9   | 5 | 4 | 1 | 0 | 143 | 128 | 15   | /   |
| 2 | Suède        | 7   | 5 | 3 | 1 | 1 | 137 | 109 | 28   | /   |
| 3 | Islande      | 5   | 5 | 2 | 1 | 2 | 127 | 135 | -8   | +3  |
| 4 | Égypte       | 5   | 5 | 2 | 1 | 2 | 135 | 125 | 10   | -3  |
| 5 | Rép. tchèque | 4   | 5 | 2 | 0 | 3 | 145 | 138 | 7    | /   |
| 6 | Algérie      | 0   | 5 | 0 | 0 | 5 | 109 | 161 | -52  | /   |

| Date       | Équipe 1     | Score   | Équipe 2     |
| ---------- | ------------ | ------- | ------------ |
| 16 janvier | France       | 30 – 27 | Rép. tchèque |
| 16 janvier | Suède        | 24 – 16 | Islande      |
| 16 janvier | Algérie      | 20 – 34 | Égypte       |
| 18 janvier | Rép. tchèque | 22 – 36 | Suède        |
| 18 janvier | Égypte       | 24 – 28 | France       |
| 18 janvier | Islande      | 32 – 24 | Algérie      |
| 20 janvier | France       | 26 – 26 | Islande      |
| 20 janvier | Suède        | 27 – 19 | Algérie      |
| 20 janvier | Rép. tchèque | 24 – 27 | Égypte       |
| 22 janvier | Suède        | 25 – 25 | Égypte       |
| 22 janvier | Algérie      | 26 – 32 | France       |
| 22 janvier | Islande      | 25 – 36 | Rép. tchèque |
| 24 janvier | Égypte       | 25 – 28 | Islande      |
| 24 janvier | Algérie      | 20 – 36 | Rép. tchèque |
| 24 janvier | France       | 27 – 25 | Suède        |

### Groupe D
|   | Équipe          | Pts | J | G | N | P | Bp  | Bc  | Diff |
| - | --------------- | --- | - | - | - | - | --- | --- | ---- |
| 1 | Allemagne       | 9   | 5 | 4 | 1 | 0 | 150 | 124 | 26   |
| 2 | Danemark        | 8   | 5 | 3 | 2 | 0 | 154 | 127 | 27   |
| 3 | Pologne         | 6   | 5 | 3 | 0 | 2 | 135 | 121 | 14   |
| 4 | Argentine       | 5   | 5 | 2 | 1 | 2 | 132 | 123 | 9    |
| 5 | Russie          | 2   | 5 | 1 | 0 | 4 | 133 | 131 | 2    |
| 6 | Arabie saoudite | 0   | 5 | 0 | 0 | 5 | 87  | 165 | -78  |

| Date       | Équipe 1     | Score   | Équipe 2     |
| ---------- | ------------ | ------- | ------------ |
| 16 janvier | Danemark     | 24 – 24 | Argentine    |
| 16 janvier | Pologne      | 26 – 29 | Allemagne    |
| 16 janvier | Russie       | 27 – 17 | Ar. saoudite |
| 18 janvier | Argentine    | 23 – 24 | Pologne      |
| 18 janvier | Ar. saoudite | 18 – 38 | Danemark     |
| 18 janvier | Allemagne    | 27 – 26 | Russie       |
| 20 janvier | Danemark     | 30 – 30 | Allemagne    |
| 20 janvier | Pologne      | 26 – 25 | Russie       |
| 20 janvier | Argentine    | 32 – 20 | Ar. saoudite |
| 22 janvier | Pologne      | 32 – 13 | Ar. saoudite |
| 22 janvier | Russie       | 28 – 31 | Danemark     |
| 22 janvier | Allemagne    | 28 – 23 | Argentine    |
| 24 janvier | Ar. saoudite | 19 – 36 | Allemagne    |
| 24 janvier | Russie       | 27 – 30 | Argentine    |
| 24 janvier | Danemark     | 31 – 27 | Pologne      |

## Phase à élimination directe

### Tableau final
|  | Huitièmes de finale | Huitièmes de finale |          |                        | Quarts de finale       | Quarts de finale |    |  | Demi-finales | Demi-finales |  |  | Finale      | Finale      |
|  | Huitièmes de finale | Huitièmes de finale |          |                        | Quarts de finale       | Quarts de finale |    |  | Demi-finales | Demi-finales |  |  | Finale      | Finale      |
|  |                     |                     |          |                        |                        |                  |    |  |              |              |  |  |             |             |
|  | 25 janvier          | 25 janvier          |          |                        | 28 janvier             | 28 janvier       |    |  | 30 janvier   | 30 janvier   |  |  | 1er février | 1er février |
|  | 25 janvier          | 25 janvier          |          |                        | 28 janvier             | 28 janvier       |    |  | 30 janvier   | 30 janvier   |  |  | 1er février | 1er février |
|  | Croatie             | 26                  |          |                        | 28 janvier             | 28 janvier       |    |  | 30 janvier   | 30 janvier   |  |  | 1er février | 1er février |
|  | Croatie             | 26                  |          |                        | 28 janvier             | 28 janvier       |    |  | 30 janvier   | 30 janvier   |  |  | 1er février | 1er février |
|  | Brésil              | 25                  |          |                        | 28 janvier             | 28 janvier       |    |  | 30 janvier   | 30 janvier   |  |  | 1er février | 1er février |
|  | Brésil              | 25                  | Croatie  | 22                     |                        |                  |    |  | 30 janvier   | 30 janvier   |  |  | 1er février | 1er février |
|  | 26 janvier          |                     | Croatie  | 22                     |                        |                  |    |  | 30 janvier   | 30 janvier   |  |  | 1er février | 1er février |
|  |                     | Pologne             | 24       |                        |                        |                  |    |  | 30 janvier   | 30 janvier   |  |  | 1er février | 1er février |
|  | Pologne             | Pologne             | 24       | 24                     |                        |                  |    |  | 30 janvier   | 30 janvier   |  |  | 1er février | 1er février |
|  | Pologne             | 28 janvier          |          | 24                     |                        |                  |    |  | 30 janvier   | 30 janvier   |  |  | 1er février | 1er février |
|  | Suède               | 20                  |          |                        |                        |                  |    |  | 30 janvier   | 30 janvier   |  |  | 1er février | 1er février |
|  | Suède               | 20                  | Pologne  | 29                     |                        |                  |    |  |              |              |  |  | 1er février | 1er février |
|  | 25 janvier          |                     | Pologne  | 29                     |                        |                  |    |  |              |              |  |  | 1er février | 1er février |
|  |                     | Qatar               | 31       |                        |                        |                  |    |  |              |              |  |  | 1er février | 1er février |
|  | Autriche            | Qatar               | 31       | 27                     |                        |                  |    |  |              |              |  |  | 1er février | 1er février |
|  | Autriche            | 30 janvier          |          | 27                     |                        |                  |    |  |              |              |  |  | 1er février | 1er février |
|  | Qatar               | 29                  |          |                        |                        |                  |    |  |              |              |  |  | 1er février | 1er février |
|  | Qatar               | 29                  | Qatar    | 26                     |                        |                  |    |  |              |              |  |  | 1er février | 1er février |
|  | 26 janvier          |                     | Qatar    | 26                     |                        |                  |    |  |              |              |  |  | 1er février | 1er février |
|  |                     | Allemagne           | 24       |                        |                        |                  |    |  |              |              |  |  | 1er février | 1er février |
|  | Allemagne           | Allemagne           | 24       | 23                     |                        |                  |    |  |              |              |  |  | 1er février | 1er février |
|  | Allemagne           | 28 janvier          |          | 23                     |                        |                  |    |  |              |              |  |  | 1er février | 1er février |
|  | Égypte              | 16                  |          |                        |                        |                  |    |  |              |              |  |  | 1er février | 1er février |
|  | Égypte              | 16                  | Qatar    | 22                     |                        |                  |    |  |              |              |  |  |             |             |
|  | 26 janvier          |                     | Qatar    | 22                     |                        |                  |    |  |              |              |  |  |             |             |
|  |                     | France              | 25       |                        |                        |                  |    |  |              |              |  |  |             |             |
|  | Islande             | France              | 25       | 25                     |                        |                  |    |  |              |              |  |  |             |             |
|  | Islande             |                     |          | 25                     |                        |                  |    |  |              |              |  |  |             |             |
|  | Danemark            | 30                  |          |                        |                        |                  |    |  |              |              |  |  |             |             |
|  | Danemark            | 30                  | Danemark | 24                     |                        |                  |    |  |              |              |  |  |             |             |
|  | 25 janvier          |                     | Danemark | 24                     |                        |                  |    |  |              |              |  |  |             |             |
|  |                     | Espagne             | 25       |                        |                        |                  |    |  |              |              |  |  |             |             |
|  | Espagne             | Espagne             | 25       | 28                     |                        |                  |    |  |              |              |  |  |             |             |
|  | Espagne             | 28 janvier          |          | 28                     |                        |                  |    |  |              |              |  |  |             |             |
|  | Tunisie             | 20                  |          |                        |                        |                  |    |  |              |              |  |  |             |             |
|  | Tunisie             | 20                  | Espagne  | 22                     |                        |                  |    |  |              |              |  |  |             |             |
|  | 25 janvier          |                     | Espagne  | 22                     |                        |                  |    |  |              |              |  |  |             |             |
|  |                     | France              | 26       |                        |                        |                  |    |  |              |              |  |  |             |             |
|  | Slovénie            | France              | 26       | 30                     |                        |                  |    |  |              |              |  |  |             |             |
|  | Slovénie            |                     |          | 30                     |                        |                  |    |  |              |              |  |  |             |             |
|  | Macédoine           | 28                  |          | Match pour la 3e place | Match pour la 3e place |                  |    |  |              |              |  |  |             |             |
|  | Macédoine           | 28                  | Slovénie | Match pour la 3e place | Match pour la 3e place | 23               |    |  |              |              |  |  |             |             |
|  | 26 janvier          | 26 janvier          | Slovénie | 1er février            | 1er février            | 23               |    |  |              |              |  |  |             |             |
|  | 26 janvier          | 26 janvier          |          | 1er février            | 1er février            | France           | 32 |  |              |              |  |  |             |             |
|  | France              | 33                  | Pologne  | 29ap                   |                        | France           | 32 |  |              |              |  |  |             |             |
|  | France              | 33                  | Pologne  | 29ap                   |                        |                  |    |  |              |              |  |  |             |             |
|  | Argentine           | 20                  |          | Espagne                | 28                     |                  |    |  |              |              |  |  |             |             |
|  | Argentine           | 20                  |          | Espagne                | 28                     |                  |    |  |              |              |  |  |             |             |

### Huitièmes de finale
| 25 janvier 2015 18h30 UTC+03:00 | Autriche | 27 - 29   | Qatar      | Lusail Sports Arena, Lusail Affluence : 12 200 Arbitrage : B. Milošević, M. Gubica |
| 25 janvier 2015 18h30 UTC+03:00 | Weber 8  | (14 - 13) | Marković 8 | Lusail Sports Arena, Lusail Affluence : 12 200 Arbitrage : B. Milošević, M. Gubica |
| 25 janvier 2015 18h30 UTC+03:00 | ×4 ×7    | Rapport   | ×2 ×4      | Lusail Sports Arena, Lusail Affluence : 12 200 Arbitrage : B. Milošević, M. Gubica |

| 25 janvier 2015 18h30 UTC+03:00 | Slovénie | 30 - 28   | Macédoine                | Ali Bin Hamad Al Attiya Arena, Doha Affluence : 800 Arbitrage : Gatelis, Mažeika |
| 25 janvier 2015 18h30 UTC+03:00 | Gajić 9  | (16 - 15) | Lazarov 7, Georgievski 7 | Ali Bin Hamad Al Attiya Arena, Doha Affluence : 800 Arbitrage : Gatelis, Mažeika |
| 25 janvier 2015 18h30 UTC+03:00 | ×4 ×9    | Rapport   | ×3 ×4 ×1 (direct)        | Ali Bin Hamad Al Attiya Arena, Doha Affluence : 800 Arbitrage : Gatelis, Mažeika |

| 25 janvier 2015 21h00 UTC+03:00 | Espagne  | 28 - 20  | Tunisie     | Lusail Sports Arena, Lusail Affluence : 5 500 Arbitrage : Nachevski, Nikolov |
| 25 janvier 2015 21h00 UTC+03:00 | Ugalde 6 | (18 - 9) | Boughanmi 5 | Lusail Sports Arena, Lusail Affluence : 5 500 Arbitrage : Nachevski, Nikolov |
| 25 janvier 2015 21h00 UTC+03:00 | ×3 ×5    | Rapport  | ×3          | Lusail Sports Arena, Lusail Affluence : 5 500 Arbitrage : Nachevski, Nikolov |

| 25 janvier 2015 21h00 UTC+03:00 | Croatie   | 26 - 25   | Brésil  | Ali Bin Hamad Al Attiya Arena, Doha Affluence : 800 Arbitrage : Al-Suwaidi, Bamutref |
| 25 janvier 2015 21h00 UTC+03:00 | Kopljar 5 | (13 - 15) | Silva 5 | Ali Bin Hamad Al Attiya Arena, Doha Affluence : 800 Arbitrage : Al-Suwaidi, Bamutref |
| 25 janvier 2015 21h00 UTC+03:00 | ×2 ×1     | Rapport   | ×3 ×5   | Ali Bin Hamad Al Attiya Arena, Doha Affluence : 800 Arbitrage : Al-Suwaidi, Bamutref |

| 26 janvier 2015 21h00 UTC+03:00 | France  | 33-20   | Argentine | Ali Bin Hamad Al Attiya Arena, Doha Affluence : 1 500 Arbitrage : Gjeding, Hansen |
| 26 janvier 2015 21h00 UTC+03:00 | Porte 6 | (16-6)  | Carou 4   | Ali Bin Hamad Al Attiya Arena, Doha Affluence : 1 500 Arbitrage : Gjeding, Hansen |
| 26 janvier 2015 21h00 UTC+03:00 | ×2 ×4   | Rapport | ×2 ×1     | Ali Bin Hamad Al Attiya Arena, Doha Affluence : 1 500 Arbitrage : Gjeding, Hansen |

| 26 janvier 2015 18h30 UTC+03:00 | Pologne                  | 24-20   | Suède      | Ali Bin Hamad Al Attiya Arena, Doha Affluence : 1 500 Arbitrage : Krstić, Ljubič |
| 26 janvier 2015 18h30 UTC+03:00 | B. Jurecki, M. Jurecki 5 | (11-10) | Petersen 5 | Ali Bin Hamad Al Attiya Arena, Doha Affluence : 1 500 Arbitrage : Krstić, Ljubič |
| 26 janvier 2015 18h30 UTC+03:00 | ×2 ×3                    | Rapport | ×3 ×6      | Ali Bin Hamad Al Attiya Arena, Doha Affluence : 1 500 Arbitrage : Krstić, Ljubič |

| 26 janvier 2015 21h00 UTC+03:00 | Islande     | 25-30   | Danemark | Lusail Sports Arena, Lusail Affluence : 3 000 Arbitrage : Reveret, Pichon |
| 26 janvier 2015 21h00 UTC+03:00 | Petersson 7 | (10-16) | Lauge 6  | Lusail Sports Arena, Lusail Affluence : 3 000 Arbitrage : Reveret, Pichon |
| 26 janvier 2015 21h00 UTC+03:00 | ×4 ×2       | Rapport | ×3 ×5    | Lusail Sports Arena, Lusail Affluence : 3 000 Arbitrage : Reveret, Pichon |

| 26 janvier 2015 18h30 UTC+03:00 | Allemagne    | 23-16   | Égypte               | Lusail Sports Arena, Lusail Affluence : 12 500 Arbitrage : Novotný, Horáček |
| 26 janvier 2015 18h30 UTC+03:00 | Gensheimer 6 | (12-8)  | El-Ahmar, Issa 4     | Lusail Sports Arena, Lusail Affluence : 12 500 Arbitrage : Novotný, Horáček |
| 26 janvier 2015 18h30 UTC+03:00 | ×3 ×7        | Rapport | ×3 ×5 ×1 (3 × 2 min) | Lusail Sports Arena, Lusail Affluence : 12 500 Arbitrage : Novotný, Horáček |

### Quarts de finale
| 28 janvier 2015 18h30 UTC+03:00 | Croatie            | 22 - 24   | Pologne      | Ali Bin Hamad Al Attiya Arena, Doha Affluence : 1 500 Arbitrage : Gjeding, Hansen |
| 28 janvier 2015 18h30 UTC+03:00 | Duvnjak, Kopljar 5 | (10 - 12) | Jurkiewicz 6 | Ali Bin Hamad Al Attiya Arena, Doha Affluence : 1 500 Arbitrage : Gjeding, Hansen |
| 28 janvier 2015 18h30 UTC+03:00 | ×3                 | Rapport   | ×3 ×4*       | Ali Bin Hamad Al Attiya Arena, Doha Affluence : 1 500 Arbitrage : Gjeding, Hansen |

* dont un pour Michael Biegler, entraîneur de la Pologne.
| 28 janvier 2015 18h30 UTC+03:00 | Qatar    | 26 - 24   | Allemagne    | Lusail Sports Arena, Lusail Affluence : 15 000 Arbitrage : Nachevski, Nikolov |
| 28 janvier 2015 18h30 UTC+03:00 | Capote 8 | (18 - 14) | Gensheimer 5 | Lusail Sports Arena, Lusail Affluence : 15 000 Arbitrage : Nachevski, Nikolov |
| 28 janvier 2015 18h30 UTC+03:00 | ×3 ×2    | Rapport   | ×4* ×3       | Lusail Sports Arena, Lusail Affluence : 15 000 Arbitrage : Nachevski, Nikolov |

* dont un pour Alexander Haase, officiel de l'Allemagne.
| 28 janvier 2015 21h00 UTC+03:00 | Danemark         | 24 - 25   | Espagne   | Lusail Sports Arena, Lusail Affluence : 9 000 Arbitrage : Geipel, Helbig |
| 28 janvier 2015 21h00 UTC+03:00 | Eggert, Hansen 6 | (11 - 11) | Rivera 10 | Lusail Sports Arena, Lusail Affluence : 9 000 Arbitrage : Geipel, Helbig |
| 28 janvier 2015 21h00 UTC+03:00 | ×4 ×3            | Rapport   | ×3* ×3    | Lusail Sports Arena, Lusail Affluence : 9 000 Arbitrage : Geipel, Helbig |

* dont un pour Manolo Cadenas, entraîneur de l'Espagne.
| 28 janvier 2015 21h00 UTC+03:00 | Slovénie    | 23 - 32   | France     | Ali Bin Hamad Al Attiya Arena, Doha Affluence : 2 500 Arbitrage : Novotný, Horáček |
| 28 janvier 2015 21h00 UTC+03:00 | L. Žvižej 6 | (10 - 18) | Narcisse 6 | Ali Bin Hamad Al Attiya Arena, Doha Affluence : 2 500 Arbitrage : Novotný, Horáček |
| 28 janvier 2015 21h00 UTC+03:00 | ×4 ×5       | Rapport   | ×2         | Ali Bin Hamad Al Attiya Arena, Doha Affluence : 2 500 Arbitrage : Novotný, Horáček |

### Demi-finales
| 30 janvier 2015 18h30 UTC+03:00 | Pologne   | 29 - 31   | Qatar             | Lusail Sports Arena, Lusail Affluence : 15 000 Arbitrage : Nikolić, Stojković |
| 30 janvier 2015 18h30 UTC+03:00 | Jurecki 9 | (13 - 16) | Capote, Mallash 6 | Lusail Sports Arena, Lusail Affluence : 15 000 Arbitrage : Nikolić, Stojković |
| 30 janvier 2015 18h30 UTC+03:00 | ×3* ×5    | Rapport   | ×3 ×2             | Lusail Sports Arena, Lusail Affluence : 15 000 Arbitrage : Nikolić, Stojković |

* dont un pour Michael Biegler, entraîneur de la Pologne.
| 30 janvier 2015 21h00 UTC+03:00 | Espagne            | 22 - 26   | France   | Lusail Sports Arena, Lusail Affluence : 9 000 Arbitrage : Krstić, Ljubič |
| 30 janvier 2015 21h00 UTC+03:00 | Cañellas, Ugalde 5 | (14 - 18) | Guigou 5 | Lusail Sports Arena, Lusail Affluence : 9 000 Arbitrage : Krstić, Ljubič |
| 30 janvier 2015 21h00 UTC+03:00 | ×3                 | Rapport   | ×3       | Lusail Sports Arena, Lusail Affluence : 9 000 Arbitrage : Krstić, Ljubič |

### Match pour la troisième place
| 1er février 2015 16h30 UTC+03:00 | Pologne       | 29 - 28 (ap)       | Espagne | Lusail Sports Arena, Lusail Affluence : 9 400 Arbitrage : Gjeding, Hansen |
| 1er février 2015 16h30 UTC+03:00 | Szyba 8       | (13 - 13, 24 - 24) | Tomás 7 | Lusail Sports Arena, Lusail Affluence : 9 400 Arbitrage : Gjeding, Hansen |
| 1er février 2015 16h30 UTC+03:00 | Prol. : 5 - 4 |                    |         | Lusail Sports Arena, Lusail Affluence : 9 400 Arbitrage : Gjeding, Hansen |
| 1er février 2015 16h30 UTC+03:00 | ×3 ×4         | Rapport            | ×3      | Lusail Sports Arena, Lusail Affluence : 9 400 Arbitrage : Gjeding, Hansen |

### Finale
| 1er février 2015 19h15 UTC+03:00 | Qatar            | 22 – 25   | France             | Lusail Sports Arena, Lusail Affluence : 15 000 Arbitrage : Novotný, Horáček |
| 1er février 2015 19h15 UTC+03:00 | Žarko Marković 7 | (11 - 14) | Nikola Karabatic 5 | Lusail Sports Arena, Lusail Affluence : 15 000 Arbitrage : Novotný, Horáček |
| 1er février 2015 19h15 UTC+03:00 | ×3* ×4           | Rapport   | ×4* ×2             | Lusail Sports Arena, Lusail Affluence : 15 000 Arbitrage : Novotný, Horáček |

* dont un pour Valero Rivera, entraîneur du Qatar, et un pour Didier Dinart, entraîneur adjoint de la France.
| Qatar         |               |                     |        |                                  |
| 12            | GB            | Danijel Šarić       | 14/37  |                                  |
| 16            | GB            | Goran Stojanović    | 1/3    |                                  |
| 1             | ARD           | Žarko Marković      | 7/16   |                                  |
| 4             | ARG           | Hassan Mabrouk      | 0/0    | Averti · Suspension · Suspension |
| 7             | ARG           | Bertrand Roiné      | 0/3    |                                  |
| 9             | ARG           | Rafael Capote       | 6/7    | Suspension · Suspension          |
| 10            | ALD           | Abdulla Al-Karbi    | 0/2    |                                  |
| 13            | ALD           | Eldar Memišević     | 1/3    |                                  |
| 19            | P             | Borja Vidal         | 3/3    |                                  |
| 20            | ARG           | Jovo Damjanović     | X      |                                  |
| 25            | DC            | Kamalaldin Mallash  | 3/4    | Averti                           |
| 41            | P             | Youssef Benali      | 1/2    |                                  |
| 66            | ALG           | Hamad Madadi        | 1/1    |                                  |
| 77            | ARD           | Hadi Hamdoon        | X      |                                  |
| 86            | DC            | Mahmoud Hassab Alla | 0/1    |                                  |
| 94            | ARG           | Ameen Zakkar        | X      |                                  |
| Staff :       |               |                     |        |                                  |
| Sélectionneur | Sélectionneur | Valero Rivera       |        |                                  |
| Adjoint       | Adjoint       | Youssef Al-Hail     | Averti |                                  |

| Graphique montrant l'évolution globale du score |                |       |
| 22/42                                           | Buts marqués   | 25/47 |
| 52 %                                            | % réussite     | 53 %  |
| 3/3                                             | Jets de 7 m    | 2/3   |
| 8 min                                           | Suspensions    | 4 min |
| 3                                               | Cartons jaunes | 4     |
| 0                                               | Cartons rouges | 0     |
| 15/40                                           | Arrêts         | 9/31  |
| 40 %                                            | % d'arrêts     | 33 %  |

| France        |               |                   |        |                     |
| 16            | GB            | Thierry Omeyer    | 9/31   |                     |
| 1             | GB            | Cyril Dumoulin    | X      |                     |
| 2             | ARG           | Jérôme Fernandez  | 1/2    |                     |
| 4             | ARD           | Xavier Barachet   | 3/6    |                     |
| 7             | P             | Igor Anic         | X      |                     |
| 8             | DC            | Daniel Narcisse   | 4/7    |                     |
| 9             | ALD           | Guillaume Joli    | 0/1    |                     |
| 10            | ARD           | Kévynn Nyokas     | 3/5    |                     |
| 11            | ALG           | Samuel Honrubia   | X      |                     |
| 13            | DC            | Nikola Karabatic  | 5/7    | Averti · Suspension |
| 14            | ALG           | Kentin Mahé       | 1/2    |                     |
| 18            | ARG           | William Accambray | 0/0    | Averti              |
| 20            | P             | Cédric Sorhaindo  | 1/3    | Averti · Suspension |
| 21            | ALG           | Michaël Guigou    | 3/5    |                     |
| 22            | P             | Luka Karabatic    | 0/1    |                     |
| 28            | ALD           | Valentin Porte    | 4/8    |                     |
| Staff :       |               |                   |        |                     |
| Sélectionneur | Sélectionneur | Claude Onesta     |        |                     |
| Adjoint       | Adjoint       | Didier Dinart     | Averti |                     |

## Matchs de classement 5 à 8
|  | Demi-finales de classement | Demi-finales de classement |                        |    | Match pour la 5e place | Match pour la 5e place |
|  | Demi-finales de classement | Demi-finales de classement |                        |    | Match pour la 5e place | Match pour la 5e place |
|  |                            |                            |                        |    |                        |                        |
|  | 30 janvier 2015            | 30 janvier 2015            |                        |    | 31 janvier 2015        | 31 janvier 2015        |
|  | 30 janvier 2015            | 30 janvier 2015            |                        |    | 31 janvier 2015        | 31 janvier 2015        |
|  | Croatie                    | 28                         |                        |    | 31 janvier 2015        | 31 janvier 2015        |
|  | Croatie                    | 28                         |                        |    | 31 janvier 2015        | 31 janvier 2015        |
|  | Allemagne                  | 23                         |                        |    | 31 janvier 2015        | 31 janvier 2015        |
|  | Allemagne                  | 23                         | Croatie                | 24 |                        |                        |
|  | 30 janvier 2015            |                            | Croatie                | 24 |                        |                        |
|  |                            | Danemark                   | 28                     |    |                        |                        |
|  | Danemark                   | Danemark                   | 28                     | 36 |                        |                        |
|  | Danemark                   |                            |                        | 36 |                        |                        |
|  | Slovénie                   | 33                         |                        |    |                        |                        |
|  | Slovénie                   | 33                         | Match pour la 7e place |    |                        |                        |
|  |                            |                            |                        |    |                        |                        |
|  | 31 janvier 2015            |                            |                        |    |                        |                        |
|  |                            |                            |                        |    |                        |                        |
|  | Allemagne                  | 30                         |                        |    |                        |                        |
|  | Allemagne                  | 30                         |                        |    |                        |                        |
|  | Slovénie                   | 27                         |                        |    |                        |                        |
|  | Slovénie                   | 27                         |                        |    |                        |                        |

### Demi-finales de classement
| 30 janvier 2015 16:00 UTC+03:00 | Croatie         | 28 - 23   | Allemagne                | Ali Bin Hamad Al Attiya Arena, Doha Affluence : 800 Arbitrage : López, Ramírez |
| 30 janvier 2015 16:00 UTC+03:00 | Manuel Štrlek 8 | (13 - 11) | Gensheimer, Schöngarth 6 | Ali Bin Hamad Al Attiya Arena, Doha Affluence : 800 Arbitrage : López, Ramírez |
| 30 janvier 2015 16:00 UTC+03:00 | ×3 ×2           | Rapport   | ×4* ×2                   | Ali Bin Hamad Al Attiya Arena, Doha Affluence : 800 Arbitrage : López, Ramírez |

* dont un pour Dagur Sigurðsson, entraîneur de l'Allemagne.
| 30 janvier 2015 18:30 UTC+03:00 | Danemark             | 36 - 33   | Slovénie           | Ali Bin Hamad Al Attiya Arena, Doha Affluence : 800 Arbitrage : Al-Suwaidi, Bamutref |
| 30 janvier 2015 18:30 UTC+03:00 | Lasse Svan Hansen 13 | (19 - 15) | Dragan Gajić 12    | Ali Bin Hamad Al Attiya Arena, Doha Affluence : 800 Arbitrage : Al-Suwaidi, Bamutref |
| 30 janvier 2015 18:30 UTC+03:00 | ×3 ×4                | Rapport   | ×2 ×5 ×2 (directs) | Ali Bin Hamad Al Attiya Arena, Doha Affluence : 800 Arbitrage : Al-Suwaidi, Bamutref |

### Match pour la septième place
| 31 janvier 2015 16:30 UTC+03:00 | Allemagne     | 30 - 27   | Slovénie       | Lusail Sports Arena, Lusail Affluence : 1 000 Arbitrage : Novotný, Horáček |
| 31 janvier 2015 16:30 UTC+03:00 | Gensheimer 13 | (16 - 14) | Natek 9        | Lusail Sports Arena, Lusail Affluence : 1 000 Arbitrage : Novotný, Horáček |
| 31 janvier 2015 16:30 UTC+03:00 | ×3* ×3        | Rapport   | ×3 ×1 (direct) | Lusail Sports Arena, Lusail Affluence : 1 000 Arbitrage : Novotný, Horáček |

* dont un pour Dagur Sigurðsson, entraîneur de l'Allemagne.

### Match pour la cinquième place
| 31 janvier 2015 19:15 UTC+03:00 | Croatie                         | 24 - 28   | Danemark | Lusail Sports Arena, Lusail Affluence : 3 000 Arbitrage : López, Ramírez |
| 31 janvier 2015 19:15 UTC+03:00 | Duvnjak, Stepančić, Slišković 4 | (11 - 15) | Hansen 8 | Lusail Sports Arena, Lusail Affluence : 3 000 Arbitrage : López, Ramírez |
| 31 janvier 2015 19:15 UTC+03:00 | ×3                              | Rapport   | ×3       | Lusail Sports Arena, Lusail Affluence : 3 000 Arbitrage : López, Ramírez |

## Coupe du Président
Cette coupe voit, d'une part les cinquièmes des poules s'affronter en demi-finale et finale pour les places de 17 à 20 et, d'autre part, les sixièmes pour les places de 21 à 24.

### Places de17eà20e
|  | Demi-finales de classement | Demi-finales de classement |                         |    | Match pour la 17e place | Match pour la 17e place |
|  | Demi-finales de classement | Demi-finales de classement |                         |    | Match pour la 17e place | Match pour la 17e place |
|  |                            |                            |                         |    |                         |                         |
|  | 26 janvier                 | 26 janvier                 |                         |    | 27 janvier              | 27 janvier              |
|  | 26 janvier                 | 26 janvier                 |                         |    | 27 janvier              | 27 janvier              |
|  | Biélorussie                | 37                         |                         |    | 27 janvier              | 27 janvier              |
|  | Biélorussie                | 37                         |                         |    | 27 janvier              | 27 janvier              |
|  | Bosnie-Herzégovine         | 29                         |                         |    | 27 janvier              | 27 janvier              |
|  | Bosnie-Herzégovine         | 29                         | Biélorussie             | 31 |                         |                         |
|  | 26 janvier                 |                            | Biélorussie             | 31 |                         |                         |
|  |                            | Rép. tchèque               | 32*                     |    |                         |                         |
|  | Rép. tchèque               | Rép. tchèque               | 32*                     | 32 |                         |                         |
|  | Rép. tchèque               |                            |                         | 32 |                         |                         |
|  | Russie                     | 30                         |                         |    |                         |                         |
|  | Russie                     | 30                         | Match pour la 19e place |    |                         |                         |
|  |                            |                            |                         |    |                         |                         |
|  | 27 janvier                 |                            |                         |    |                         |                         |
|  |                            |                            |                         |    |                         |                         |
|  | Bosnie-Herzégovine         | 28                         |                         |    |                         |                         |
|  | Bosnie-Herzégovine         | 28                         |                         |    |                         |                         |
|  | Russie                     | 42                         |                         |    |                         |                         |
|  | Russie                     | 42                         |                         |    |                         |                         |

* À l'issue du temps réglementaire, les deux équipes sont à égalité, 28 à 28. Pour les départager, les équipes s'affrontent directement dans une séance de jets de 7 mètres sans passer par une ou deux prolongations. La République tchèque s'impose 4 jets de 7 m à 3 et prend donc la 17e place.

#### Demi-finales de classement
| 28 janvier 2015 17:00 UTC+03:00 | Biélorussie       | 37 - 29   | Bosnie-Herzégovine | Duhail Handball Sports Hall, Doha Affluence : 300 Arbitrage : Menezes, Pinto |
| 28 janvier 2015 17:00 UTC+03:00 | Siarhei Rutenka 9 | (20 - 16) | Senjamin Burić 6   | Duhail Handball Sports Hall, Doha Affluence : 300 Arbitrage : Menezes, Pinto |
| 28 janvier 2015 17:00 UTC+03:00 | ×3 ×6             | Rapport   | ×3 ×4              | Duhail Handball Sports Hall, Doha Affluence : 300 Arbitrage : Menezes, Pinto |

| 26 janvier 2015 19:00 UTC+03:00 | Tchéquie             | 32 - 30   | Russie              | Duhail Handball Sports Hall, Doha Affluence : 300 Arbitrage : Krichen, Makhlouf |
| 26 janvier 2015 19:00 UTC+03:00 | Ondřej Zdráhala 8    | (16 - 15) | Alexandre Dereven 8 | Duhail Handball Sports Hall, Doha Affluence : 300 Arbitrage : Krichen, Makhlouf |
| 26 janvier 2015 19:00 UTC+03:00 | ×4 ×6 ×1 (3 × 2 min) | Rapport   | ×1 ×6               | Duhail Handball Sports Hall, Doha Affluence : 300 Arbitrage : Krichen, Makhlouf |

#### Match pour la17eplace
| 27 janvier 2015 19:00 UTC+03:00 | Biélorussie        | 31 - 32 (tab)      | Rép. tchèque                     | Duhail Handball Sports Hall, Doha Affluence : 300 Arbitrage : Rased, El-Sayed |
| 27 janvier 2015 19:00 UTC+03:00 | Siarhei Rutenka 12 | (13 - 14, 28 - 28) | Hrstka, Jícha, Babák, Zdráhala 6 | Duhail Handball Sports Hall, Doha Affluence : 300 Arbitrage : Rased, El-Sayed |
| 27 janvier 2015 19:00 UTC+03:00 | Tab : 3 - 4        |                    |                                  | Duhail Handball Sports Hall, Doha Affluence : 300 Arbitrage : Rased, El-Sayed |
| 27 janvier 2015 19:00 UTC+03:00 | ×3 ×5              | Rapport            | ×2* ×6                           | Duhail Handball Sports Hall, Doha Affluence : 300 Arbitrage : Rased, El-Sayed |

* dont un pour Jan Filip, entraîneur de la République tchèque.

#### Match pour la19eplace
| 27 janvier 2015 17:00 UTC+03:00 | Bosnie-Herzégovine | 28 - 42   | Russie            | Duhail Handball Sports Hall, Doha Affluence : 200 Arbitrage : Hizaki, Ikebuchi |
| 27 janvier 2015 17:00 UTC+03:00 | Dejan Malinović 6  | (16 - 20) | Dimitri Kovalev 6 | Duhail Handball Sports Hall, Doha Affluence : 200 Arbitrage : Hizaki, Ikebuchi |
| 27 janvier 2015 17:00 UTC+03:00 | ×3* ×6             | Rapport   | ×2 ×6             | Duhail Handball Sports Hall, Doha Affluence : 200 Arbitrage : Hizaki, Ikebuchi |

* dont un pour Dragan Marković, entraîneur de la Bosnie-Herzégovine.

### Places de21eà24e
|  | Demi-finales de classement | Demi-finales de classement |                         |    | Match pour la 21e place | Match pour la 21e place |
|  | Demi-finales de classement | Demi-finales de classement |                         |    | Match pour la 21e place | Match pour la 21e place |
|  |                            |                            |                         |    |                         |                         |
|  | 26 janvier                 | 26 janvier                 |                         |    | 27 janvier              | 27 janvier              |
|  | 26 janvier                 | 26 janvier                 |                         |    | 27 janvier              | 27 janvier              |
|  | Chili                      | 31                         |                         |    | 27 janvier              | 27 janvier              |
|  | Chili                      | 31                         |                         |    | 27 janvier              | 27 janvier              |
|  | Iran                       | 32                         |                         |    | 27 janvier              | 27 janvier              |
|  | Iran                       | 32                         | Iran                    | 26 |                         |                         |
|  | 26 janvier                 |                            | Iran                    | 26 |                         |                         |
|  |                            | Arabie saoudite            | 22                      |    |                         |                         |
|  | Algérie                    | Arabie saoudite            | 22                      | 25 |                         |                         |
|  | Algérie                    |                            |                         | 25 |                         |                         |
|  | Arabie saoudite            | 27                         |                         |    |                         |                         |
|  | Arabie saoudite            | 27                         | Match pour la 23e place |    |                         |                         |
|  |                            |                            |                         |    |                         |                         |
|  | 27 janvier                 |                            |                         |    |                         |                         |
|  |                            |                            |                         |    |                         |                         |
|  | Chili                      | 30*                        |                         |    |                         |                         |
|  | Chili                      | 30*                        |                         |    |                         |                         |
|  | Algérie                    | 28                         |                         |    |                         |                         |
|  | Algérie                    | 28                         |                         |    |                         |                         |

* À l'issue du temps réglementaire, les deux équipes sont à égalité, 27 à 27. Pour les départager, les équipes s'affrontent directement dans une séance de jets de 7 mètres sans passer par une ou deux prolongations. Le Chili s'impose 3 jets de 7 m à 1 et prend donc la 23e place et l'Algérie termine dernière de ce championnat.

#### Demi-finales de classement
| 26 janvier 2015 13:00 UTC+03:00 | Chili         | 31 - 32   | Iran                        | Duhail Handball Sports Hall, Doha Affluence : 100 Arbitrage : Hizaki, Ikebuchi |
| 26 janvier 2015 13:00 UTC+03:00 | R. Salinas 18 | (15 - 17) | Mousavi, A. Esteki, Kiani 5 | Duhail Handball Sports Hall, Doha Affluence : 100 Arbitrage : Hizaki, Ikebuchi |
| 26 janvier 2015 13:00 UTC+03:00 | ×2            | Rapport   | ×3 ×4 ×1 (direct)           | Duhail Handball Sports Hall, Doha Affluence : 100 Arbitrage : Hizaki, Ikebuchi |

| 26 janvier 2015 15:00 UTC+03:00 | Algérie              | 25 - 27   | Arabie saoudite | Duhail Handball Sports Hall, Doha Affluence : 100 Arbitrage : Kliko, Johansson |
| 26 janvier 2015 15:00 UTC+03:00 | Hamoud 9             | (14 - 12) | Al-Salem 5      | Duhail Handball Sports Hall, Doha Affluence : 100 Arbitrage : Kliko, Johansson |
| 26 janvier 2015 15:00 UTC+03:00 | ×1 ×6 ×1 (3 × 2 min) | Rapport   | ×3 ×7           | Duhail Handball Sports Hall, Doha Affluence : 100 Arbitrage : Kliko, Johansson |

#### Match pour la21eplace
| 27 janvier 2015 15:00 UTC+03:00 | Iran              | 26 - 22   | Arabie saoudite | Duhail Handball Sports Hall, Doha Affluence : 150 Arbitrage : Menezes, Pinto |
| 27 janvier 2015 15:00 UTC+03:00 | A. Esteki 6       | (15 - 10) | Al-Abdulali 6   | Duhail Handball Sports Hall, Doha Affluence : 150 Arbitrage : Menezes, Pinto |
| 27 janvier 2015 15:00 UTC+03:00 | ×2 ×5 ×1 (direct) | Rapport   | ×3 ×6           | Duhail Handball Sports Hall, Doha Affluence : 150 Arbitrage : Menezes, Pinto |

#### Match pour la23eplace
| 27 janvier 2015 13:00 UTC+03:00 | Chili         | 30 - 28 (tab)      | Algérie   | Duhail Handball Sports Hall, Doha Affluence : 100 Arbitrage : Santos, Fonseca |
| 27 janvier 2015 13:00 UTC+03:00 | R. Salinas 11 | (16 - 15, 27 - 27) | Hamoud 12 | Duhail Handball Sports Hall, Doha Affluence : 100 Arbitrage : Santos, Fonseca |
| 27 janvier 2015 13:00 UTC+03:00 | Tab : 3 - 1   |                    |           | Duhail Handball Sports Hall, Doha Affluence : 100 Arbitrage : Santos, Fonseca |
| 27 janvier 2015 13:00 UTC+03:00 | ×4            | Rapport            | ×2 ×7     | Duhail Handball Sports Hall, Doha Affluence : 100 Arbitrage : Santos, Fonseca |

## Classement final
Les équipes de la 1re à la 8e place sont classées suivant leurs résultats lors de la phase à élimination directe. Les équipes de la 9e à la 16e place, éliminées en huitièmes de finale, sont classées suivant leurs résultats contre les quatre premiers de leur groupe respectif de la phase préliminaire. Enfin les équipes de la 17e à la 20e place et de la 21e à la 24e place sont classées à l'issue de la Coupe du Président.
| Rang                      | Équipe             | J | G | N | P | Bp  | Bc  | Diff |
| ------------------------- | ------------------ | - | - | - | - | --- | --- | ---- |
| Médaille d'or, monde      | France             | 9 | 8 | 1 | 0 | 259 | 215 | +44  |
| Médaille d'argent, monde  | Qatar              | 9 | 7 | 0 | 2 | 245 | 227 | +18  |
| Médaille de bronze, monde | Pologne            | 9 | 6 | 0 | 3 | 241 | 222 | +19  |
| 4e                        | Espagne            | 9 | 7 | 0 | 2 | 265 | 226 | +39  |
|                           |                    |   |   |   |   |     |     |      |
| 5e                        | Danemark           | 9 | 6 | 2 | 1 | 272 | 234 | +38  |
| 6e                        | Croatie            | 9 | 7 | 0 | 2 | 258 | 224 | +34  |
| 7e                        | Allemagne          | 9 | 6 | 1 | 2 | 250 | 221 | +29  |
| 8e                        | Slovénie           | 9 | 4 | 0 | 5 | 273 | 271 | +2   |
|                           |                    |   |   |   |   |     |     |      |
| 9e                        | Macédoine          | 6 | 4 | 0 | 2 | 181 | 168 | +13  |
| 10e                       | Suède              | 6 | 3 | 1 | 2 | 157 | 133 | +24  |
| 11e                       | Islande            | 6 | 2 | 1 | 3 | 152 | 165 | -13  |
| 12e                       | Argentine          | 6 | 2 | 1 | 3 | 152 | 156 | -4   |
| 13e                       | Autriche           | 6 | 2 | 1 | 3 | 174 | 169 | +6   |
| 14e                       | Égypte             | 6 | 2 | 1 | 3 | 151 | 148 | +3   |
| 15e                       | Tunisie            | 6 | 2 | 1 | 3 | 152 | 161 | -9   |
| 16e                       | Brésil             | 6 | 2 | 0 | 4 | 171 | 169 | +2   |
|                           |                    |   |   |   |   |     |     |      |
| 17e                       | Rép. tchèque       | 7 | 3 | 1 | 3 | 209 | 199 | +10  |
| 18e                       | Biélorussie        | 7 | 2 | 1 | 4 | 215 | 216 | -1   |
| 19e                       | Russie             | 7 | 2 | 0 | 5 | 205 | 191 | +14  |
| 20e                       | Bosnie-Herzégovine | 7 | 1 | 0 | 6 | 175 | 207 | -32  |
| 21e                       | Iran               | 7 | 2 | 0 | 5 | 185 | 225 | -40  |
| 22e                       | Arabie saoudite    | 7 | 1 | 0 | 6 | 136 | 216 | -80  |
| 23e                       | Chili              | 7 | 1 | 0 | 6 | 162 | 223 | -61  |
| 24e                       | Algérie            | 7 | 0 | 0 | 7 | 161 | 215 | -54  |

Le vainqueur est directement qualifié pour les Jeux olympiques de 2016 tandis que les équipes classées de la 2e à la 7e place obtiennent le droit de participer à des tournois de qualifications olympiques (TQO). 
Puisque le Qatar et l'Allemagne remporteront ensuite respectivement le tournoi asiatique de qualification olympique et le championnat d'Europe 2016, la Slovénie, 8e, et la Macédoine, 9e, récupèrent les deux dernières places pour les tournois de qualifications olympiques.

## Statistiques et récompenses

### Équipe-type
| Omeyer Rivera Jurecki Gajić Capote Karabatic Marković Meilleur joueur : Omeyer Meilleur buteur : Gajić (71 buts)               |
| Équipe-type du championnat du monde 2015                                                                                       |
| · Omeyer · Rivera · Jurecki · Gajić · Capote · Karabatic · Marković Meilleur joueur : Omeyer Meilleur buteur : Gajić (71 buts) |

L'équipe-type désignée à l'issue du tournoi est composée de :
- Meilleur joueur : Thierry Omeyer,  France
- Meilleur gardien de but : Thierry Omeyer,  France
- Meilleur ailier gauche : Valero Rivera,  Espagne
- Meilleur arrière gauche : Rafael Capote,  Qatar
- Meilleur demi-centre : Nikola Karabatic,  France
- Meilleur pivot : Bartosz Jurecki,  Pologne
- Meilleur arrière droit : Žarko Marković,  Qatar
- Meilleur ailier droit : Dragan Gajić,  Slovénie

### Statistiques collectives
- Meilleure attaque :  Slovénie (30,33 buts par match)
- Moins bonne attaque :  Arabie saoudite (19,43 buts par match)
- Meilleure défense :  Suède (22,17 buts par match)
- Moins bonne défense :  Iran (32,14 buts par match)
- Plus grand nombre de buts inscrits sur un match :  Russie (42 buts), contre la Bosnie-Herzégovine )

### Statistiques individuelles
| Rang | Joueur          | Équipe      | Buts | Tirs | %      | MJ | Moy. |
| ---- | --------------- | ----------- | ---- | ---- | ------ | -- | ---- |
| 1    | Dragan Gajić    | Slovénie    | 71   | 93   | 76,3%  | 9  | 10,3 |
| 2    | Žarko Marković  | Qatar       | 67   | 127  | 52,7%  | 9  | 7,4  |
| 3    | Uwe Gensheimer  | Allemagne   | 54   | 72   | 75%    | 9  | 8    |
| 4    | Rodrigo Salinas | Chili       | 52   | 92   | 56,5%  | 7  | 7,4  |
| 5    | Rafael Capote   | Qatar       | 48   | 78   | 61,5%  | 9  | 5,3  |
| 6    | Valero Rivera   | Espagne     | 47   | 58   | 81%    | 9  | 5,2  |
| 7    | Kiril Lazarov   | Macédoine   | 45   | 78   | 57,7%  | 6  | 7,5  |
| 8    | Siarhei Rutenka | Biélorussie | 43   | 75   | 57,3%  | 7  | 6,1  |
| 9    | Robert Weber    | Autriche    | 42   | 61   | 68,8%  | 6  | 7    |
| 10   | Ivan Čupić      | Croatie     | 41   | 53   | 77,3 % | 9  | 4,5  |

| Rang | Joueur            | Équipe      | Passes | MJ | Moy. |
| ---- | ----------------- | ----------- | ------ | -- | ---- |
| 1    | Mikkel Hansen     | Danemark    | 49     | 9  | 5,4  |
| 2    | Raúl Entrerríos   | Espagne     | 32     | 9  | 3,6  |
| 3    | Mads Christiansen | Danemark    | 29     | 9  | 3,2  |
| 4    | Kiril Lazarov     | Macédoine   | 28     | 6  | 4,7  |
| 4    | Siarhei Rutenka   | Biélorussie | 28     | 7  | 4    |
| 4    | Michał Jurecki    | Pologne     | 28     | 9  | 3,1  |
| 4    | Steffen Weinhold  | Allemagne   | 28     | 9  | 3,1  |
| 8    | Domagoj Duvnjak   | Croatie     | 27     | 9  | 3    |
| 9    | Rodrigo Salinas   | Chili       | 26     | 7  | 3,7  |
| 9    | Nikola Karabatic  | France      | 26     | 9  | 2,9  |

| Rang | Joueur                  | Équipe       | %       | Arrêts | Tirs | MJ | Moy. |
| ---- | ----------------------- | ------------ | ------- | ------ | ---- | -- | ---- |
| 1    | Carsten Lichtlein       | Allemagne    | 37,50 % | 57     | 152  | 9  | 6,3  |
| 2    | Gonzalo Pérez de Vargas | Espagne      | 37,45 % | 97     | 259  | 9  | 10,7 |
| 3    | Thierry Omeyer          | France       | 37,1 %  | 105    | 283  | 9  | 11,6 |
| 4    | Filip Ivić              | Croatie      | 37,0 %  | 44     | 119  | 9  | 4,8  |
| 5    | Danijel Šarić           | Qatar        | 36,4 %  | 75     | 206  | 9  | 8,3  |
| 6    | Mattias Andersson       | Suède        | 36,1 %  | 53     | 147  | 6  | 8,8  |
| 7    | Petr Štochl             | Rép. tchèque | 35,7 %  | 75     | 210  | 7  | 10,7 |
| 8    | Jannick Green           | Danemark     | 34,8 %  | 47     | 135  | 9  | 5,2  |
| 9    | Silvio Heinevetter      | Allemagne    | 34,72 % | 67     | 193  | 9  | 7,4  |
| 10   | Nikola Marinović        | Autriche     | 34,67 % | 52     | 150  | 6  | 8,7  |

## Effectifs des équipes sur le podium

### Champion du monde:France
L'effectif de l'équipe de France, championne du monde, est :
- Cyril Dumoulin
- Thierry Omeyer
- Jérôme Fernandez
- Xavier Barachet
- Igor Anic
- Daniel Narcisse
- Guillaume Joli
- Kévynn Nyokas
- Nikola Karabatic
- Kentin Mahé
- Samuel Honrubia
- William Accambray
- Cédric Sorhaindo
- Michaël Guigou
- Luka Karabatic
- Valentin Porte
- Mathieu Grébille

Sélectionneur
- Claude Onesta

### Vice-champion du monde:Qatar
L'effectif de l'équipe du Qatar, vice-championne du monde, est :
- Danijel Šarić
- Goran Stojanović
- Žarko Marković
- Hassan Mabrouk
- Bertrand Roiné
- Rafael Capote
- Abdulla Al-Karbi
- Eldar Memišević
- Borja Vidal
- Jovo Damjanović
- Kamalaldin Mallash
- Youssef Benali
- Hamad Madadi
- Hadi Hamdoon
- Mahmoud Hassab Alla
- Ameen Zakkar

Sélectionneur
- Valero Rivera

### Troisième place:Pologne
L'effectif de l'équipe de Pologne, médaille de bronze, est :
- Sławomir Szmal
- Piotr Wyszomirski
- Przemysław Krajewski
- Robert Orzechowski
- Karol Bielecki
- Andrzej Rojewski
- Adam Wiśniewski
- Bartosz Jurecki
- Michał Jurecki
- Piotr Grabarczyk
- Mariusz Jurkiewicz
- Kamil Syprzak
- Michał Daszek
- Michał Szyba
- Piotr Chrapkowski

Sélectionneur
- Michael Biegler